# Улица Крупской (Екатеринбург)
Улица Кру́пской — улица в жилом районе «Старая Сортировка» Железнодорожного административного района Екатеринбурга. Длина улицы составляет всего 110 метров.

## Расположение и благоустройство
Улица Крупской проходит с юго-запада на северо-восток. Начинается в жилом дворе и заканчивается Соликамской улицей. Не имеет соединений с другими улицами.

## Транспорт

### Наземный общественный транспорт
По улице не проходят маршруты общественного транспорта. На ближайшей остановке Ватутина (около 130 м) можно совершить посадку на маршруты трамваев № 7, 10, 13, 24, автобусов № 13, 13А, а также маршрутного такси №06, 08, 014, 024, 035, 082, 083.

### Ближайшие станции метро
Действующих станций Екатеринбургского метрополитена на данной улице нет, линий метро к улице проводить не запланировано.